# Paulo Sérgio (football, 1954)
Pour les articles homonymes, voir Paulo Sérgio.
Paulo Sérgio de Oliveira Lima, plus communément appelé Paulo Sérgio, né le 24 juillet 1954 à Rio de Janeiro, est un footballeur international brésilien. Il évolue au poste de gardien de but.

## Biographie
Paulo Sérgio est révélé par Fluminense en 1972, où il reste jusqu'en 1975 après de titres de champion d'État en 1973 et 1975. Les deux années suivantes se passent au CSA et Volta Redonda. Après avoir encore passé deux ans à l'America RJ, il part en 1980 pour Botafogo. Il est alors sélectionné en équipe nationale brésilienne où il prend part à 3 matchs n'encaissant qu'un seul but. Il est convoqué pour la Coupe du monde 1982 et porte le numéro 12.
Il quitte le club à l'étoile en 1985 pour défendre les couleurs de Goiás, avant d'émigrer à l'America RJ et en 1986 à Vasco da Gama. L'année suivante, il retourna à l'America RJ, où il reste jusqu'en 1988 date de son retrait des pelouses.
En 1990, il défend les couleurs du Brésil en beach soccer avec d'autres anciens joueurs comme Zico et Júnior. 
Aujourd'hui, Paulo Sérgio vit à Victoria où il est commentateur de football et beach soccer.

## Palmarès

### Football
- Championnat de Rio (2)
  - Champion en 1973 et 1975

### Football de plage
- Coupe du monde de beach soccer (4)
  - Vainqueur en 1995, 1996, 1997 et 1998

- BSWW Mundialito (2)
  - Vainqueur en 1994 et 1997
  - 3e en 1998

### Individuel
- Meilleur gardien de la Coupe du monde de beach soccer en 1995, 1996, 1997 et 1998